# اندیس چاه آهن
چاه آهن یک اندیس فلزی است که در حوالی شهر عشق آباد استان خراسان قرار دارد و مادهٔ معدنی موجود در آن، سرب است.سنگ میزبان این اندیس آهک و شیل است و دیرینگی آن به دوران ژوراسیک میانی - بالائی می‌رسد. 